# 86: Eighty-Six
86: Eighty-Six (86-エイティシックス-, Eiti Shikkusu) est une série de light novels écrite par Asato Asato (en) et illustrée par Shirabii (en) avec les designs mécaniques par I-IV. L'histoire se déroule au milieu d'un conflit militaire où la République de San Magnolia et ses 85 districts se font attaquer par son voisin virulent, l'Empire Giad, avec sa nouvelle arme « Legion » ; la série suit principalement les actions de Shin, issu du 86e district informel, et de Lena, appartenant au 1er district et menant son unité militaire contre les attaques de l'Empire.
La série est éditée en light novel par Kadokawa dans sa collection Dengeki Bunko depuis février 2017. La version française est éditée par Mahô Éditions depuis le 12 novembre 2021. La série est adaptée sous la forme de manga à plusieurs reprises. Une adaptation en série télévisée d'animation est diffusée entre le 10 avril 2021 et le 19 mars 2022.

## Synopsis
L'an 2148 du calendrier des astres. En réussissant à développer les premières machines de guerre sans pilote entièrement autonomes au monde, appelées « Legion » (レギオン), la grande puissance qu'est l'Empire Giade (ギアーデ帝国, Giāde Teikoku) a déclaré la guerre à toutes les nations voisines. Les invasions d'unités de Legion ont commencé. Cette guerre de Legion devient rapidement une grande guerre impliquant tout le continent.
La République de San Magnolia (サンマグノリア共和国, San Magunoria Kyōwakoku), un pays voisin de l'Empire, est en guerre contre ce dernier depuis neuf ans. Elle était sujette aux invasions quotidiennes par les Legion. En réponse à ces attaques, la République a développé avec succès le même type d'armes, appelées « Juggernauts » (ジャガーノート, Jagānōto), et annonce qu'elle est capable d'écarter la menace sans aucun sacrifice. Cependant, ce sont en réalité des garçons et des filles étiquetés « Eighty-Six (86) » qui continuent à se battre jour et nuit en tant que « drones habités » en dehors des 85 districts de la République, dans le « 86e non inexistant ».
Un jour, le major Vladilena « Lena » Milizé, une noble et officier militaire dans l'armée de la République, est assignée au commandement d'une unité d'élite de 86, « Spearhead » (スピアヘッド, Supiaheddo), en tant que Handler (ハンドラー, Handorā), c'est-à-dire qu'elle commande l'escouade loin derrière les lignes de front. Dirigée par leur chef d'escouade, Shin'ei « The Undertaker » Nōzen, l'escadron Spearhead est tristement célèbre car de nombreux Handlers qui ont commandé l'escouade sont devenus fous, certains s'étant même suicidés, Shin étant surnommé le « Dieu de la Mort » (死神, Shinigami). Alors que Lena fait la connaissance de Shin'ei et du reste de l'escadron, elle se montre compatissante envers la situation désespérée de ses soldats et essaie de les aider. Entre-temps, Lena et Shin'ei apprennent également un sombre secret : la République et la guerre avec l'Empire ne sont pas ce qu'ils semblent être...

## Personnages

### Personnages principaux
Shinei Nōzen (シンエイ・ノウゼン, Shin'ei Nouzen) // Undertaker (アンダーテイカー, Andāteikā)
Voix japonaise : Shōya Chiba (ja),, voix française : Clément Moreau,
Communément appelé Shin (シン, Shin), c'est le leader non officiel de l'escadron d'élite « Spearhead ». Il a combattu et survécu à de nombreuses batailles malgré ses 16 ans. Il est surnommé « Le Faucheur » pour sa cruauté envers ses ennemis et ses alliés. Selon la rumeur, les Handlers qui l'ont traités seraient tous devenus fous provoquant ainsi leurs démissions ou leurs départs à la retraite, certains se seraient même suicidés sans que l'on en connaisse la raison.
Vladilena Milizé (ヴラディレーナ・ミリーゼ, Varadirēna Mirīze)
Voix japonaise : Ikumi Hasegawa (ja),, voix française :  Astrid Le mellot puis Geneviève Doang,
Appelé Lena (レーナ, Rēna) par ses amis et Handler One par ses subordonnés, elle est un soldat d'élite de la République ayant atteint le grade de major à l'âge de 16 ans grâce à ses compétences et à ses connexions familiales. Elle traite ses subordonnés du 86e district comme des êtres humains, contrairement aux autres Handlers qui eux les traitent comme des objets jetables. Elle est la nouvelle Handler affectée à l'escadron « Spearhead » et communique avec eux à l'aide du dispositif « Para-RAID ».
Frederica Rosenfort (フレデリカ・ローゼンフォルト, Furederika Rōzenforuto)
Voix japonaise : Misaki Kuno, voix française : Camille Donda,
C'est la fille adoptive d'Ernst. Son nom complet est Augusta Frederica Adel-Adler (アウグスタ・フレデリカ・アデルアドラー, Augusuta Furederika Aderuadorā), elle est la dernière impératrice de l'Empire de Giad avant sa chute. Elle possède une capacité qui lui permet de voir le passé et le présent des personnes qu'elle rencontre. Frederica décidera de suivre Shin et ses camarades à l'école des officiers dans le but de mettre fin aux souffrances de son chevalier, Kiriya qui est devenu un berger de la Legion.

### L'Escadron Spearhead
Raiden Shuga (ライデン・シュガ, Raiden Shuga) // Wehrwolf (ヴェアヴォルフ, Veavorufu)
Voix japonaise : Seiichirō Yamashita (ja),, voix française : Adrien Larmande,
C'est le vice-commandant de l'escadron Spearhead, son grade est premier lieutenant. C'est un processeur d'élite avec quatre ans d'expérience. Ayant servi trois ans avec Shin avant de rejoindre l'escadron Spearhead, il est le plus proche de lui parmi tous les membres de l'escadron.
Theoto Rikka (セオト・リッカ, Seoto Rikka) // Laughing Fox (ラフィングフォックス, Rafingu Fokkusu)
Voix japonaise : Natsumi Fujiwara (ja),, voix française : Enzo Ratsito,
Appelé Theo (セオ, Seo) par les membres de son escadron, c'est un des processeurs de l'escadron Spearhead. Il est décrit comme une personne sans artifice et brutalement honnête dans ses pensées.
Anju Emma (アンジュ・エマ, Anju Ema) // Snow Witch (スノウウィッチ, Sunō Witchi)
Voix japonaise : Saori Hayami,, voix française : Isabelle Volpé,
Une des processeurs de l'escadron Spearhead, Anju est généralement une fille gracieuse et modeste mais se révèle impitoyable sur le champ de bataille, comme tous les membres de son escadron. Par le passé elle fut victime d'abus et de violence en raison de sa condition de métisse. Elle laisse pousser ses cheveux pour cacher ses cicatrices.
Kurena Kukumila (クレナ・ククミラ, Kurena Kukumira) // Gunslinger (ガンスリンガー, Gansuringā)
Voix japonaise : Sayumi Suzushiro,, voix française : Anaïs Delva,
Elle est l'une des membres de l'escadron Spearhead. Processeure d'élite, elle a quatre ans d'expérience sur le champ de bataille de l'Est. Elle est l'une des meilleures tireuses d'élite de l'escadron, peut-être juste derrière Shin. Elle nourrit une haine intense pour les Albas en raison du meurtre de ses parents par des soldats républicains. Elle éprouve également des sentiments amoureux envers Shin.
Dustin Jaeger (ダスティン・イェーガー, Dasutin Iēgā) // Sagittarius (サギタリウス, Sagitarius)
Un nouveau membre de l'escadron qui s'est porté volontaire après avoir été témoin de la mort de ses camarades du 86e sur les lignes de front lors de la chute de San Magnolia. Il a également un faible pour Anju.

### La République de San Magnolia
Henrietta « Annette » Penrose (アンリエッタ・ペンローズ, Anrietta Penrōzu)
Voix japonaise : Riho Sugiyama,, voix française : Audrey Sablé
L'une des rares amis de Lena au sein de l'armée de San Magnolia, elle travaille au sein de sa division de recherche et se spécialise dans la conception du dispositif « Para-RAID » qui permet aux Handlers de se connecter instantanément avec les combattants du 86e district sous leurs commandements. Le dispositif fut créé partiellement par son défunt père.
Jérôme Karlstahl (ジェローム・カールシュタール, Jerōmu Kārushutāru)
Voix japonaise : Satoshi Mikami,, voix française : Philippe Catoire
Un général de brigade dans l'armée de San Magnolia et un ami du Père de Lena. Il est conscient de la situation des habitants du 86e district mais continue de les traiter comme des objets.
Lev Aldrecht (レフ・アルドレヒト, Refu Arudorehito)
Voix japonaise : Taiten Kusunoki,, voix française : Christophe Seugnet
Mécanicien de l'escadron Spearhead, bien qu'il soit de nature irritable, il se soucie beaucoup des membres de l'escadron. Il est révélé que c'est un Alba dont la femme et la fille ont été catégorisées comme Eighty-Six. Pour remédier à cela et aussi pour redonner leurs droits aux Eighty-Six, il s'est teint les cheveux et porté volontaire.
Shiden Iida (シデン・イーダ, Shiden Īda) // Cyclops (サイクロプス, Saikuropusu)
Voix japonaise : Asuna Tomari (ja), voix française : Bérénice Bala
Elle est le leader de l'escadron Brísingamen, escadron que Lena commandera après la disparition de l'escadron Spearhead. « Cyclops », son surnom est du l'hétérochromie dont souffre ses yeux, cette maladie lui causa également des problèmes lors de son séjour dans les camps d'internement car, à cause d'elle, elle fut maltraitée par les autres Eighty-Six.
Alice Araish (アリス・アライシュ, Arisu Araishu)
Ancienne capitaine de l'escadron Halberd, elle est morte cinq ans avant les événements du light novel. Dans une histoire servant de prequel à l'œuvre, il est révélé qu'elle agissait comme une grande sœur avec Shin quand ce dernier faisait partie de son escadron. Elle est également l'ancienne détentrice de l'écharpe que porte Shin, laquelle est devenue la principale motivation de ce dernier pour porter les pièces des Juggernauts de ses compagnons tombés au combat.
Isuka (イスカ, Isuka) // Vulture (ヴァルチャー, Varuchā)
Ancien capitaine de l'escadron Stiletto, il est mort cinq ans avant les événements du light novel. Lorsque Shin rejoint son escadron, probablement après la disparition de celle d'Alice, il agit comme un mentor auprès de ce dernier. Isuka est également l'ancien détenteur du pistolet de Shin, qu'il lui a donné pour qu'il mette fin à ses souffrances après avoir été mortellement blessé lors d'un affrontement contre la Legion. Avant de mourir, il conseilla également à Shin de toujours garder la dernière balle pour lui-même.

### La Fédération de Giad
Ernst Zimmerman (エルンスト・ツィマーマン, Erunsuto Tsimāman)
Voix japonaise : Yūya Uchida, voix française : Arnaud Arbessier,
Président provisoire de la Fédération de Giad, entité qui a renversé l'ancien Empire de Giad. Ernst est un veil homme bienveillant qui a décidé d'adopter Frederica et les membres survivants de l'escadron de Shin afin de les protéger mais aussi pour leur offrir une vie bien meilleure par rapport à ce qu'ils ont toujours connu.
Eugene Rantz (ユージン・ランツ, Yūjin Rantsu)
Voix japonaise : Atsushi Tamaru (ja), voix française : Rémi Gutton
C'est le grand frère de Nina. Eugene est la première personne avec qui Shin se lie d'amitié après son arrivée dans la Fédération.
Nina Rantz (ニーナ・ランツ, Nīna Rantsu)
Voix japonaise : Madoka Asahina (ja), voix française : Isabelle Volpé
C'est la petite sœur d'Eugene.
Grethe Wenzel (グレーテ・ヴェンツェル, Gurēte Ventseru)
Voix japonaise : Kana Ueda, voix française : Zina Khakhoulia
Commandante de l'unité Nordlicht de la Fédération, elle est devenue la supérieure de Shin et de ses camarades après que ces derniers aient rejoint son unité. Grethe est surnommée la « veuve noire » en raison de son obsession à utiliser les Reginleifs, un prototype amélioré des Juggernauts de la République.

### Les Bergers de la Legion
Shōrei Nōzen (ショーレイ・ノウゼン, Shourei Nouzen)
Voix japonaise : Makoto Furukawa (ja), voix française : Bruno Méyère
Grand frère de Shin, il est celui qui, par le passé, a sauvé Lena d'une attaque de la Legion. Shōrei éprouvait une grande impuissance vis-à-vis de son incapacité à ne pas pouvoir protéger les autres Eighty-Six y compris ses parents alors, dans un accès de rage, il étrangla Shin le blâmant pour toutes les choses qui leur sont arrivées. Il fut décapité et transformé en berger de la Legion lors de la première année de Shin en tant que processeur. Durant une mission spéciale de reconnaissance de l'Escadron Spearhead, Shōrei dirigea un bataillon de la Legion envoyé pour éliminer les Juggernauts restants. Il mourra tué par Shin après avoir fait la paix avec lui.
Kiriya Nōzen (キリヤ・ノウゼン, Kiriya Nouzen)
Voix japonaise : Yuto Uemura (ja), voix française : Rémi Caillebot,
Descendant du clan Nōzen, Kiriya fut le chevalier protecteur de Frederica. C'était quelqu'un de sérieux mais, malgré tout, il était très attentionné envers Frederica. Durant la guerre civile opposant l'Empire de Giad aux révolutionnaires de la Fédération, il succomba à la folie et tua d'innombrables personnes soi-disant pour le bien de Frederica et de l'Empire de Giad. Son changement de comportement effraya Frederica qui préféra simuler sa mort avec l'aide d'Ernst pour pouvoir échapper à la Fédération.

### Anciens membres de l'Escadron Spearhead
Kaie Tanya (カイエ・タニヤ, Kaie Taniya) // Kirschblüte (キルシュブルート, Kirushuburūto)
Voix japonaise : Haruka Shiraishi (ja),, voix française : Marie Nonnenmacher
Processeure d'élite et l'une des plus anciennes membres de l'Escadron Spearhead, elle est un vétéran avec quatre ans d'expérience acquise sur le champ de bataille de l'Est. Elle aime taquiner ses coéquipiers. Elle mourra sur le champ de bataille après que son Juggernaut se soit retrouvé piégé dans un terrain difficile et détruit par le feu ennemi.
Daiya Irma (ダイヤ・イルマ, Daiya Iruma) // Black Dog (ブラックドグ, Burraku Dogu)
Voix japonaise : Haruki Ishiya (ja),, voix française : Charles Germain,
Il est un des processeurs de l'escadron Spearhead. Processeur d'élite, il a servi quatre ans sur le champ de bataille de l'Est. Il est décrit comme quelqu'un qui a tendance à se trouver dans des situations gênantes ou inconfortables. Anju et lui font partie du même escadron depuis leur enrôlement et sont des amis proches, il est sous-entendu qu'ils ont des sentiments l'un pour l'autre. Mortellement blessé lors d'un combat contre la Légion, Shin le tuera afin qu'il ne devienne pas un mouton noir de la Légion.
Haruto Keats (ハルト・キーツ, Haruto Kītsu) // Falke (ファルケ, Faruke)
Voix japonaise : Daiki Yamashita,, voix française : Grégory Laisné
C'est un des processeurs de l'escadron Spearhead. C'est un garçon joyeux qui aime mettre dans l'ambiance au sein de l'escadron. Il meurt au combat avant qu'on ne confie à l'Escadron Spearhead une mission spéciale de reconnaissance.
Kujo Niko (クジョー・ニコ, Kujō Niko)
Voix japonaise : Taishi Murata (ja),, voix française : Pascal Grull
L'un des membres de l'escadron Spearhead, il sera tué par Shin à cause de ses blessures mortelles qu'il a acquises lors d'une bataille.
Rui Kino (ルイ・キノ, Rui Kino) // Fafnir (ファフニール, Fafunīru)
Voix japonaise : Shinei Ueki,, voix française : Dimitri Rougeul
Chise Osen (チセ・オーセン, Chise Ōsen) // Griffin (グリフィン, Gurifin)
Voix japonaise : Masamu Ono,, voix française : Dimitri Rougeul
Toma Sobi (トーマ・ソービ, Tōma Sōbi) // Helianthus (ヘリアンサス, Heriansus)
Voix japonaise : Katsumi Fukuhara,, voix française : Bruno Méyère
Tozan Sasha (トウザン・サシャ, Tōzan Sasha)
Voix japonaise : Taito Ban,
Lecca Rin (レッカ・リン, Rekka Rin) // Burnt Tayl (バーントテール, Bānto Tēru)
Voix japonaise : Shizuka Ishigami,, voix française : Frédérique Marlot
Une membre de l'Escadron Spearhead. Elle se suicide après que son Juggernaut soit tombé en panne mais aussi pour éviter qu'une unité de la Legion ne la tue.
Mikuri Kairo (ミクリ・カイロゥ, Mikuri Kairō) // Leukosia (ロイコシア, Roikoshia)
Voix japonaise : Yuka Nukui,, voix française : Justine Berger
Maina Atomika (マイナ・ヤトミカ, Maina Yatomika)
Voix japonaise : Mayuko Kazama,, voix française : Anna Lauzeray Gishi

## Productions et supports

### Light novel
La série des light novel 86: Eighty-Six (86-エイティシックス-, Eiti Shikkusu) est écrite par Asato Asato et illustrée par Shirabi avec les designs mécaniques par I-IV. Asato Asato, sous le nom d'Asazato Asato, avait initialement présenté la série à la 23e édition du Grand prix du roman Dengeki dont il a reçu le Grand Prix en 2016,. Kadokawa, avec sa collection Dengeki Bunko, édite les romans depuis février 2017 ; à ce jour, treize volumes ont été publiés. Le début de chaque volume est publié dans le Dengeki Bunko Magazine et des histoires supplémentaires sont également publiés dans le magazine et sur le site Kakuyomu depuis avril 2018.
En Amérique du Nord, la maison d'édition Yen Press édite la version anglaise depuis mars 2019,. Kadokawa publie également une version en chinois traditionnel à travers sa filiale taïwanaise. Une version coréenne est éditée par Youngsang Publishing Media dans sa collection Novel Engine.
En France, le light novel est édité par Mahô Éditions depuis le 12 novembre 2021.

#### Liste des volumes
| no | Japonais                                                                             | Japonais          | Japonais          | Français         | Français          |
| no | Titre                                                                                | Date de sortie    | ISBN              | Date de sortie   | ISBN              |
| -- | ------------------------------------------------------------------------------------ | ----------------- | ----------------- | ---------------- | ----------------- |
| 1  | 86: Eighty Six (86-エイティシックス-)                                                | 10 février 2017   | 978-4-04-892666-9 | 12 novembre 2021 | 978-2-4918-0616-3 |
| 2  | Ep.2: Run Through The Battlefront (Jō) (Ep.2 -ラン・スルー・ザ・バトルフロント-<上>) | 7 juillet 2017    | 978-4-04-893232-5 | 26 août 2022     | 978-2-491806-27-9 |
| 3  | Ep.3: Run Through The Battlefront (Ge) (Ep.3 -ラン・スルー・ザ・バトルフロント-<下>) | 9 décembre 2017   | 978-4-04-893397-1 | 9 juin 2023      | 978-2-491806-41-5 |
| 4  | Ep.4: Under Pressure (Ep.4 -アンダー・プレッシャー-)                                 | 10 mai 2018       | 978-4-04-893830-3 | 19 juillet 2024  | 978-2-491806-55-2 |
| 5  | Ep.5: Shi yo, ogoru nakare (Ep.5 -死よ、驕るなかれ-)                                 | 10 octobre 2018   | 978-4-04-912092-9 | 30 mai 2025      | 978-2-487369-29-0 |
| 6  | Ep.6: Akeneba koso yoru wa nagaku (Ep.6 -明けねばこそ夜は永く-)                      | 10 avril 2019     | 978-4-04-912461-3 | —                |                   |
| 7  | Ep.7: Mist (Ep.7 -ミスト-)                                                           | 10 septembre 2019 | 978-4-04-912798-0 | —                |                   |
| 8  | Ep.8: Gunsmoke On The Water (Ep.8 -ガンスモーク・オン・ザ・ウォーター-)              | 9 mai 2020        | 978-4-04-913185-7 | —                |                   |
| 9  | Ep.9: Valkyrie Has Landed (Ep.9 -ヴァルキリィ・ハズ・ランデッド-)                    | 10 février 2021   | 978-4-04-913309-7 | —                |                   |
| 10 | Ep.10: Fragmental Neoteny (Ep.10 ―フラグメンタル・ネオテニー―)                       | 10 juin 2021      | 978-4-04-913880-1 | —                |                   |
| 11 | Ep.11: Dies Passionis (Ep.11 ―ディエス・パシオニス―)                                 | 10 février 2022   | 978-4-04-914149-8 | —                |                   |
| 12 | Ep.12: Holy Blue Bullet (Ep.12 ―ホーリィ・ブルー・ブレット―)                         | 10 février 2023   | 978-4-04-914398-0 | —                |                   |
| 13 | Ep.13: Deer Hunter (Ep.13 ―ディア・ハンター―)                                        | 10 janvier 2024   | 978-4-04-915071-1 | —                |                   |
| 14 | Ep.14: Paint It Black (Ep.14 ―ペイント・イット・ブラック―)                           | 10 septembre 2025 | 978-4-04-916184-7 | —                |                   |

### Manga
Une adaptation en manga, dessinée par Motoki Yoshihara, est lancée dans le 5e numéro de 2018 du magazine de prépublication de seinen manga Young Gangan depuis le 16 février 2018. Les chapitres sont rassemblés et édités dans le format tankōbon par Square Enix avec le premier volume publié en octobre 2018 ; à ce jour, elle est composée de trois volumes tankōbon. Le 6 juillet 2022, il est annoncé que la publication de l'adaptation en manga allait s'arrêter à la suite des ennuis de santé du dessinateur Motoki Yoshihara. En Amérique du Nord, la maison d'édition Yen Press édite la version anglaise depuis décembre 2020,. La version française du manga est éditée par Delcourt/Tonkam depuis le 16 mars 2022.
Le manga spin-off, 86: Eighty-Six - Operation High School (86-エイティシックス- オペレーション・ハイスクール), a été annoncé lors d'une commémoration diffusée en direct pour le premier anniversaire du site de light novel de Kadokawa, Kimirano, le 15 mars 2020. Initialement intitulé Gakuen 86 (学園８６), il s'agit d'une adaptation du If Story (IFストーリー, IF Sutōrī, litt. « Et si ?») d'Asato Asato, 86: Eighty-Six - Gakuen if (86―エイティシックス―学園if), publié sur le site Kakuyomu et l'histoire se déroule dans un univers alternatif où les personnages sont à l'école. Suzume Somemiya réalise cette adaptation qui est prépubliée dans le magazine Monthly Comic Alive depuis le numéro de septembre 2020, sorti le 27 juin 2020. Les chapitres sont rassemblés et édités dans le format tankōbon par Kadokawa avec le premier volume publié en janvier 2021.
Un troisième manga nommé 86: Run Through the Battlefront par Hiroya Yamazaki est prépublié sur l'application Manga UP! de Square Enix à partir du 24 janvier 2021. Une série préquelle intitulée 86: Fragmental Neoteny est prépubliée dans le Monthly Comic Alive à partir du 26 avril 2021.

#### Liste des volumes

##### 86: Eighty-Six
| no | Japonais          | Japonais          | Français        | Français          |
| no | Date de sortie    | ISBN              | Date de sortie  | ISBN              |
| -- | ----------------- | ----------------- | --------------- | ----------------- |
| 1  | 10 octobre 2018   | 978-4-7575-5870-0 | 16 mars 2022    | 978-2-4130-2992-2 |
| 2  | 10 septembre 2019 | 978-4-7575-6278-3 | 10 août 2022    | 978-2-4130-2993-9 |
| 3  | 10 juin 2021      | 978-4-7575-7307-9 | 9 novembre 2022 | 978-2-4130-4808-4 |

##### 86: Eighty-Six - Operation High School
| no | Japonais          | Japonais          |
| no | Date de sortie    | ISBN              |
| -- | ----------------- | ----------------- |
| 1  | 21 janvier 2021   | 978-4-0468-0006-0 |
| 2  | 22 septembre 2021 | 978-4-04-680538-6 |

##### 86: Eighty-Six - Run Through the Battlefront
| no | Japonais       | Japonais          |
| no | Date de sortie | ISBN              |
| -- | -------------- | ----------------- |
| 1  | 10 juin 2021   | 978-4-7575-7308-6 |

##### 86: Eighty-Six - Fragmental Neoteny
| no | Japonais          | Japonais          |
| no | Date de sortie    | ISBN              |
| -- | ----------------- | ----------------- |
| 1  | 22 septembre 2021 | 978-4-04-680903-2 |
| 2  | 22 juin 2022      | 978-4-04-681229-2 |
| 3  | 22 décembre 2022  |                   |

### Anime
Une adaptation en série télévisée d'animation est annoncée lors d'une commémoration diffusée en direct pour le premier anniversaire du site de light novel de Kadokawa, Kimirano, le 15 mars 2020,. Aniplex révèle que la série est réalisée par Toshimasa Ishii au sein de A-1 Pictures avec les scripts de Toshiya Ono et les character design de Tetsuya Kawakami, ; le studio Shirogumi est derrière la production de la 3D tandis que la bande originale de la série est composée par Hiroyuki Sawano et Kohta Yamamoto,. La série est divisée en deux cours,, dont le premier de 11 épisodes est diffusé au Japon entre le 11 avril et 19 juin 2021  sur Tokyo MX, BS11, GYT et GTV, et un peu plus tard sur CTV et ytv,. Le second cours, composé de 12 épisodes, est diffusé au Japon entre le 2 octobre 2021 et 19 mars 2022 . Vingt-trois épisodes composent la série, répartis dans quatre coffrets Blu-ray/DVD.
Crunchyroll détient les droits de diffusion en simulcast de la série dans le monde entier, excepté en Asie,. Depuis le 19 juin 2021, des versions doublées en anglais, espagnol, portugais, français et allemand sont également diffusées par la plateforme,, la version doublée en français de la série est réalisée par le studio de doublage Time-Line Factory, sous la direction artistique de Bruno Méyère.
La chanson du premier opening, intitulée 3-bun 29-byō (3分29秒, litt. « 3 min 29 s »), est réalisée par Hitorie (ja), tandis que celle du premier ending, intitulée Avid (litt. « Avide »), est produite par SawanoHiroyuki[nZk]:mizuki. Le second opening de l'anime, intitulée  Kyoukaisen (境界線, litt. « Frontière »), est réalisée par Amazarashi (en), tandis que celle du second ending, intitulée Alchemila, est interprétée par Regal Lily.

#### Liste des épisodes
| No                                                                             | Titre français                                      | Titre japonais             | Titre japonais                    | Date de 1re diffusion |
| No                                                                             | Titre français                                      | Kanji                      | Rōmaji                            | Date de 1re diffusion |
| ------------------------------------------------------------------------------ | --------------------------------------------------- | -------------------------- | --------------------------------- | --------------------- |
| 1                                                                              | Undertaker                                          | アンダーテイカー           | Andāteikā                         | 10 avril 2021         |
| [Light Novel Vol. 1 : Prologue + Chapitre 1]                                   |                                                     |                            |                                   |                       |
| 2                                                                              | Spearhead                                           | スピアヘッド               | Supiaheddo                        | 17 avril 2021         |
| [Light Novel Vol. 1 : Chapitre 2]                                              |                                                     |                            |                                   |                       |
| 3                                                                              | Je veux pas mourir                                  | 死にたくない               | Shinitakunai                      | 24 avril 2021         |
| [Light Novel Vol. 1 : Chapitres 2 & 3]                                         |                                                     |                            |                                   |                       |
| 4                                                                              | Leur véritable nom                                  | 本当の名前を               | Hontō no Namae o                  | 1er mai 2021          |
| [Light Novel Vol. 1 : Chapitre 3]                                              |                                                     |                            |                                   |                       |
| 5                                                                              | À vos côtés                                         | 私も一緒に                 | Watashi mo Issho ni               | 8 mai 2021            |
| [Light Novel Vol. 1 : Chapitres 3 & 4]                                         |                                                     |                            |                                   |                       |
| 6                                                                              | Jusqu'à la fin                                      | 最後まで                   | Saigo Made                        | 15 mai 2021           |
| [Light Novel Vol. 1 : Interlude 1]                                             |                                                     |                            |                                   |                       |
| 7                                                                              | Vous vous souviendrez de nous ?                     | 忘れないでいてくれますか？ | Wasurenai de Itekuremasu ka?      | 22 mai 2021           |
| [Light Novel Vol. 1 : Chapitres 5 & 6]                                         |                                                     |                            |                                   |                       |
| 8                                                                              | Partons                                             | 行こう                     | Ikō                               | 29 mai 2021           |
| [Light Novel Vol. 1 : Chapitre 6]                                              |                                                     |                            |                                   |                       |
| 9                                                                              | Adieu                                               | さよなら                   | Sayonara                          | 5 juin 2021           |
| [Light Novel Vol. 1 : Chapitre 7]                                              |                                                     |                            |                                   |                       |
| 10                                                                             | Merci                                               | ありがとう                 | Arigatō                           | 12 juin 2021          |
| [Light Novel Vol. 10 : Banks of Lethe]                                         |                                                     |                            |                                   |                       |
| 11                                                                             | On arrive                                           | 行くよ                     | Iku yo                            | 19 juin 2021          |
| [Light Novel Vol. 1 : Chapitre 7 / Light Novel Vol. 2 : Chapitre 2]            |                                                     |                            |                                   |                       |
| SP                                                                             | Champ de bataille écarlate sur coquelicots en fleur | 戦野に紅く雛罌粟の咲く)    | Sen'ya ni Akaku Hinageshi no Saku | 26 juin 2021          |
| Récapitulatif des 11 épisodes de la première partie de la série                |                                                     |                            |                                   |                       |
| 12                                                                             | Bienvenue                                           | ようこそ                   | Yōkoso                            | 2 octobre 2021        |
| [Light Novel Vol. 2 : Prologue + Chapitre 2]                                   |                                                     |                            |                                   |                       |
| 13                                                                             | Il est trop tard pour ça                            | 今更そんなこと             | Imasara Sonna Koto                | 9 octobre 2021        |
| [Light Novel Vol. 2 : Chapitre 3]                                              |                                                     |                            |                                   |                       |
| 14                                                                             | On compte sur toi                                   | よろしく                   | Yoroshiku                         | 16 octobre 2021       |
| [Light Novel Vol. 2 : Chapitres 1 & 4]                                         |                                                     |                            |                                   |                       |
| 15                                                                             | Ravie de vous revoir                                | おかえりなさい             | Okaerinasai                       | 23 octobre 2021       |
| [Light Novel Vol. 2 : Chapitre 4]                                              |                                                     |                            |                                   |                       |
| 16                                                                             | Tant pis                                            | それでも                   | Sore de mo                        | 30 octobre 2021       |
| [Light Novel Vol. 2 : Chapitre 5 + Interlude / Light Novel Vol. 3 : Interlude] |                                                     |                            |                                   |                       |
| 17                                                                             | Je ne l'oublierai pas                               | 忘れません                 | Wasuremasen                       | 6 novembre 2021       |
| [Light Novel Vol. 3 : Chapitre 6]                                              |                                                     |                            |                                   |                       |
| SP 2                                                                           | Commentaires vidéo                                  | ビジュアルコメンタリー特番 | Bijuaru Komentarī Tokuban         | 13 novembre 2021      |
| 18                                                                             | En réalité                                          | 本当は                     | Hontō wa                          | 20 novembre 2021      |
| [Light Novel Vol. 3 : Chapitres 6 & 7]                                         |                                                     |                            |                                   |                       |
| SP 3                                                                           | Si cela vaut la peine de mourir                     | 死して甲斐あるものなれば   | Shishite Kai Aru Mono Nareba      | 27 novembre 2021      |
| 19                                                                             | Il vaudrait mieux pour nous                         | いっそ このまま            | Isso Kono Mama                    | 4 décembre 2021       |
| [Light Novel Vol. 3 : Chapitres 7 & 8]                                         |                                                     |                            |                                   |                       |
| 20                                                                             | Ensemble jusqu'à la mort                            | 死ぬまで一緒に             | Shinu Made Issho ni               | 18 décembre 2021      |
| [Light Novel Vol. 3 : Chapitre 8]                                              |                                                     |                            |                                   |                       |
| 21                                                                             | C'est tout ce qu'il me reste                        | もうこれしか               | Mō Kore Shika                     | 25 décembre 2021      |
| [Light Novel Vol. 3 : Chapitre 9]                                              |                                                     |                            |                                   |                       |
| SP 4                                                                           | 'At Least Try To Be Human'                          | せめて人間たらんと         | Semete Ningentaranto              | 5 mars 2022           |
| 22                                                                             | Shin                                                | シン                       | Shin                              | 12 mars 2022          |
| [Light Novel Vol. 3 : Chapitre 9]                                              |                                                     |                            |                                   |                       |
| 23                                                                             | Handler-1                                           | ハンドラー・ワン           | Handorа̄ Wan                       | 19 mars 2022          |
| [Light Novel Vol. 1 : Epilogue 1 & 2 / Light Novel Vol. 3 : Epilogue]          |                                                     |                            |                                   |                       |

## Accueil
En janvier 2020, le tirage total des light novel s'élève à plus de 200 000 exemplaires. En mars 2020, il a été annoncé que le tirage total a dépassé les 500 000 copies.
La série de light novel a été classée 2e dans la catégorie « bunkobon » et 1re dans la catégorie des « nouvelles œuvres » pour l'édition de 2018 du guide annuel Kono light novel ga sugoi! de Takarajimasha. Elle est à la 5e place pour l'édition de 2019.